# Lojas Lebes
A Lojas Lebes é uma das maiores redes de varejo do Sul do Brasil, com mais de 300 unidades distribuídas nos estados do Rio Grande do Sul, Santa Catarina e Paraná. Fundada em 1956, a empresa atua nos segmentos de moda, móveis, eletrodomésticos, eletrônicos e serviços financeiros, com foco nas classes C e D, oferecendo crediário próprio e parcelamento facilitado.
O atual presidente da companhia é Otelmo Drebes. Sua gestão é marcada pela modernização da operação e pela consolidação da Lebes como uma marca próxima, acessível e conectada. Entre seus maiores feitos está a implementação do maior centro logístico de varejo da categoria no Brasil e sua atuação digital, investindo na experiência omnichannel e fortalecendo a cultura organizacional com base em valores como proximidade, confiança e transparência. Com o slogan “Juntos, a gente resolve”, a marca reafirma diariamente seu compromisso com a inclusão, a praticidade e o atendimento humano, conectando pessoas aos seus sonhos de forma simples e real.

## História
A Lebes teve sua origem em 1956, sob a razão social Leonhardt, Drebes & Cia. Ltda., quando Otelio Drebes, sua esposa Délia Drebes e outros sete sócios abriram um pequeno comércio varejista e atacadista de produtos alimentícios em São Jerônimo, Rio Grande do Sul.
Em 1967, inaugurou seu primeiro supermercado, localizado onde atualmente se encontra a loja matriz. Dois anos depois, em 1969, a empresa expandiu-se com a abertura da primeira filial, na cidade de Charqueadas.

###### Expansão e diversificação
Na década de 1970, a empresa iniciou sua diversificação de produtos. Em, 1976, inaugurou um dos mais modernos supermercados da época, incluindo um setor de confecções, que marcou o início da moda Lebes. Em 1979, começou a vender móveis e eletrodomésticos, ampliando seu portfólio.
Em 1983, a empresa passou por uma cisão societária e teve sua razão social alterada para Drebes & Cia Ltda., mantendo o nome comercial Lebes. Nessa fase, iniciou sua informatização e as atividades da fábrica de confecções Freedom. Em 1986, a empresa passou a ser totalmente controlada pela família Drebes.
Nos anos 1990, a Freedom foi transformada na New Free e incorporada à divisão industrial do Grupo Lebes.

###### Consolidação e Modernização
Em 2006, a Lebes celebrou 50 anos de fundação. Três anos depois, em 2009, inaugurou sua centésima loja, a primeira na capital, Porto Alegre, no bairro Passo d'Areia. Em 2011, a empresa ingressou no comércio eletrônico, lançando sua loja virtual: www.lebes.com.br
A modernização continuou em 2012, com a inauguração do Centro Administrativo Lojas Lebes em Eldorado do Sul, na Região Metropolitana de Porto Alegre. Em 2014, formalizou seu processo de Governança Corporativa com a assinatura do Pacto de Sócios. No ano seguinte, Otelio Drebes passou a presidência para seu filho, Otelmo Drebes, e os cargos de diretores executivos passaram a ser ocupados por profissionais de fora da família. No mesmo ano, inaugurou o Centro Logístico em Gravataí.

###### Expansão Interestadual e Novos Modelos de Negócios[10]
A partir de 2016, a Lebes ampliou sua atuação para além do Rio Grande do Sul, inaugurando sua primeira loja em Santa Catarina. Ainda em 2016, celebrou seus 60 anos de existência.
Em 2017, inaugurou a primeira Life Store, um novo conceito de loja, no Centro Histórico de Porto Alegre, além de implantar sua três primeiras usinas fotovoltaicas e iniciar sua transformação digital, com o lançamento do aplicativo Lebes e a implementação do sistema SAP.

###### Digitalização e Inovação
Em 2020, mesmo em meio à pandemia de COVID-19, a Lebes implementou o SAP no dia 1° de julho, marco da digitalização da empresa. No mesmo ano, lançou a Lebes Express, um novo modelo de loja compacta, com até 150 m².
No ano seguinte, em 2021, a empresa completou 65 anos de história e lançou oficialmente a Intechlog, sua divisão logística. Além disso, passou a integrar o Instituto Caldeira, iniciativa que fomenta a inovação e o empreendedorismo no Rio Grande do Sul.

###### Reestruturação e Expansão Logística
Em 2022 e 2024, a Lebes passou por um amplo processo de reestruturação interna, com foco em rentabilidade, segurança e previsibilidade. Um dos marcos dessa transformação ocorreu em 2022, quando o setor de crédito foi centralizado, tornando a gestão financeira mais eficiente e estratégica.
Em 2024, consolidando sua trajetória de crescimento, a Lebes inaugurou o Ellosul, o maior ecossistema logístico do Sul do País, localizado em Guaíba/RS. Neste movimento, em julho do mesmo ano, o centro logístico da empresa foi transferido de Gravataí,/RS para um pavilhão próprio dentro do Ellosul. A nova estrutura conta com 38000m², mais que o dobro da área anterior de 16000m², ampliando significativamente a capacidade operacional e reforçando o compromisso da Lebes com eficiência e inovação.

## Prêmios e Reconhecimentos

### Great Place to Work (GPTW)
Desde 2019: Reconhecida como uma das melhores empresas de grande porte para se trabalhar no Rio Grande do Sul por seis anos consecutivos (2019, 2020, 2021, 2022, 2023, 2024).
Desde 2019: Listada entre as melhores empresas para trabalhar no varejo brasileiro por seis anos consecutivos (2019, 2020, 2021, 2022, 2023, 2024).
2024: Prêmio Destaque Saúde Mental GPTW.

### Top Ser Humano- ABRH/RS
2018: Premiação concedida pela Associação Brasileira de Recursos Humanos do Rio Grande do Sul (ABRH/RS): Case, PLANETA LEBES.
2019: Premiação concedida pelo case: Natalzão Lebes.
2021: Pelo terceiro ano consecutivo, reconhecida com o prêmio. Case: Gestão da Mudança.
2022: Pelo quarto ano consecutivo, premiada pelas boas práticas na gestão de pessoas. Case: PFGL.
2024: Pela quinta vez, Lebes foi premiada recebendo também o mérito Top Ser Humano, distinção especial para empresas que venceram o prêmio pelo menos cinco vezes nos últimos seis anos.

### Top de Marketing - ADVB/RS
2019: Premiação nas categorias Moda, Inovação e Processos, além do prêmio Personalidade do Ano para Otelmo Drebes. Recebeu ainda o Top de Marketing Ouro.
2021: Premiação pelo case: "A Transformação Digital levada para o ponto de venda".

### Outros Acontecimentos
Troféu Guri- RBS: Homenagem a Otelmo Drebes (2019).
Prêmio ASUG Impact Awards: Reconhecimento pelo projeto de implementação do ERP SAP S/4Hana em parceria com a FH (2020).
Destaque Nacional no Varejo - Grupo Eletrolar.
Salão ARP: Eleita Marca do Ano no mercado de comunicação pela Associação Riograndense de Propaganda (ARP, 2021).